# Casa Berger
La Casa Berger, o Casa Bonaventura Feliu, és un edifici al municipi de Vilafranca del Penedès protegit com a bé cultural d'interès local. Les característiques formals de l'edifici l'inscriuen en el llenguatge de l'eclecticisme. La Casa Berger va ser construïda durant la segona meitat del segle xix, a la zona d'eixample iniciat el 1865 al voltant de l'estació. Inicialment constava de planta baixa i un pis. El 1897 l'arquitecte Santiago Güell i Grau va dirigir el projecte d'ampliació i restauració, signat el 6 d'agost i aprovat el 17 del mateix mes. Aquest projecte es conserva a l'arxiu municipal de la vila.
Es tracta d'un edifici entre mitgeres format per planta baixa, entresòl, primer pis i golfes, amb terrat davanter i coberta de teula àrab la resta.
El coronament té com a suport mènsules d'inspiració clàssica, que estableixen un ritme compositiu amb les de la planta principal. La façana és simètrica i té una ordenació d'obertures idèntica a cada pis.